# Новоєгор’євське (Нижньогородська область)
Новоєгор’євське (рос. Новоегорьевское) — присілок в Княгининському районі Нижньогородської області Російської Федерації.
Населення становить 7 осіб. Входить до складу муніципального утворення Ананьєвська сільрада.

## Історія
Від 2009 року входить до складу муніципального утворення Ананьєвська сільрада.

## Населення
| 2002 | 2010 |
| ---- | ---- |
| 12   | ↘7   |